# City-Pier-City Loop 2016

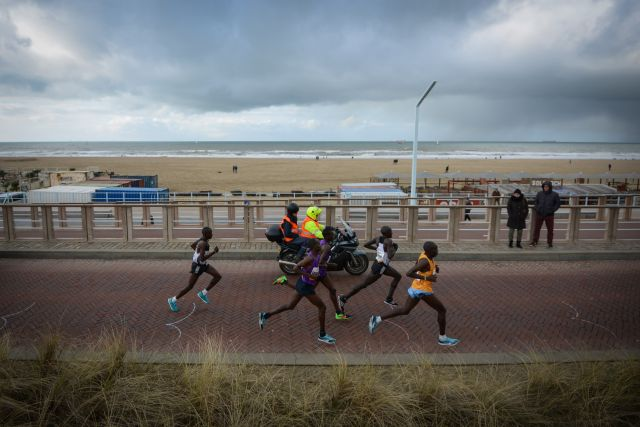
Kopgroep loopt over de boulevard in Scheveningen.

De 42e editie van de City-Pier-City Loop vond plaats op zondag 6 maart 2016. Het evenement werd gesponsord door Nationale-Nederlanden. Het was een bewolkte, koude dag met af en toe regen. De middagtemperatuur was 6°C en de gevoelstemperatuur lag rond het vriespunt. Er waaide een matige noordwestenwind.
Winnaar bij de mannen werd de 28-jarige Keniaan Edwin Kipyego met een tijd van 1:00.27. Zijn landgenoten Stephen Kibet en Abraham Cheroben finishten respectievelijk zes en acht seconden later als tweede en derde. Abdi Nageeye was van plan om het Nederlandse record te breken. Dit staat sinds 1999 op naam van Greg van Hest (1:01.10). Hij slaagde hierin niet. Hij liep 1:02.08 en eindigde hiermee op een zevende plaats. Zijn tijd was wel de snelste Nederlandse tijd, waarmee hij tevens de nationale titel op de halve marathon won.
De wedstrijd bij de vrouwen werd gewonnen door de Finse Minna Lamminen in 1:14.15. Zij had een ruime voorsprong op Inge de Jong, die met 1:15.24 de eerste Nederlandse vrouw was en door deze prestatie de nationale titel op de halve marathon won.
Naast de halve marathon waren er ook wedstrijden over 10 km, 5 km en een aantal kinderlopen.
Er was enige commotie over de startvakindeling bij de vrouwen. Zo werd Ingrid Prigge verwezen naar het B-vak en liet Kim Dillen de wedstrijd aan zich voorbijgaan.

## Uitslagen

### Mannen
| rang | naam                   | land | tijd    | NK    |
| ---- | ---------------------- | ---- | ------- | ----- |
| 1    | Edwin Kipyego          | KEN  | 1:00.27 |       |
| 2    | Stephen Kibet          | KEN  | 1:00.33 |       |
| 3    | Abraham Cheroben       | KEN  | 1:00.35 |       |
| 4    | Benard Kimani Kitavi   | KEN  | 1:00.41 |       |
| 5    | Eliud Tarus            | KEN  | 1:01.11 |       |
| 6    | Jameson Kabuku         | KEN  | 1:01.49 |       |
| 7    | Abdi Nageeye           | NED  | 1:02.08 | 1e NK |
| 8    | Mike Kiprotich         | KEN  | 1:02.39 |       |
| 9    | Sondre Moen            | NOR  | 1:02.45 |       |
| 10   | Abdi Ulad Hakin        | DEN  | 1:02.58 |       |
| 11   | Abdelhadi El Hachimi   | BEL  | 1:03.49 |       |
| 12   | Tom Wiggers            | NED  | 1:03.56 | 2e NK |
| 13   | Asbjörn Ellefsen       | NOR  | 1:04.14 |       |
| 14   | Ronald Schröer         | NED  | 1:04.43 | 3e NK |
| 15   | Gaspar Csere           | HUN  | 1:05.26 |       |
| 16   | Finn McNally           | GBR  | 1:05.59 |       |
| 17   | Willem Van Schuerbeeck | BEL  | 1:06.03 |       |
| 18   | John Kingstedt         | SWE  | 1:06.08 |       |
| 19   | Tekle Mekonen          | ETH  | 1:06.20 |       |
| 20   | Dennis Laerte          | BEL  | 1:06.24 |       |
| 23   | Joeri Wolf             | NED  | 1:06.26 | 4e NK |

### Vrouwen
| rang | naam              | land | tijd    | NK    |
| ---- | ----------------- | ---- | ------- | ----- |
| 1    | Minna Lamminen    | FIN  | 1:14.15 |       |
| 2    | Inge de Jong      | NED  | 1:15.24 | 1e NK |
| 3    | Hanna Lindholm    | SWE  | 1:16.39 |       |
| 4    | Josefin Gerdevåg  | SWE  | 1:16.43 |       |
| 5    | Mikaela Kemppi    | SWE  | 1:16.47 |       |
| 6    | Aude Salord       | SUI  | 1:17.30 |       |
| 7    | Jolanda de Bruijn | NED  | 1:17.58 | 2e NK |
| 8    | Ingrid Versteegh  | NED  | 1:18.29 | 3e NK |
| 9    | Silke Schmidt     | NED  | 1:20.16 | 4e NK |
| 10   | Marlies Jongerius | NED  | 1:22.05 | 5e NK |

1975 ·
1976 ·
1977 ·
1978 ·
1979 ·
1980 ·
1981 ·
1982 ·
1983 ·
1984 ·
1985 ·
1986 ·
1987 ·
1988 ·
1989 ·
1990 ·
1991 ·
1992 ·
1993 ·
1994 ·
1995 ·
1996 ·
1997 ·
1998 ·
1999 ·
2000 ·
2001 ·
2002 ·
2003 ·
2004 ·
2005 ·
2006 ·
2007 ·
2008 ·
2009 ·
2010 ·
2011 ·
2012 ·
2013 ·
2014 ·
2015 ·
2016 ·
2017 ·
2018 ·
2019 (afgelast) ·
2020 ·
2021 (afgelast) ·
2022 ·
2023 ·
2024
1992 · 
1993 · 
1994 · 
1995 · 
1996 · 
1997 ·
1998 ·
1999 · 
2000 · 
2001 · 
2002 · 
2003 · 
2004 · 
2005 · 
2006 · 
2007 · 
2008 · 
2009 · 
2010 · 
2011 · 
2012 · 
2013 · 
2014 · 
2015 · 
2016 ·
2017 ·
2018 ·
2019 ·
2022 ·
2023